# Torda (Žitište)
Pour les articles homonymes, voir Torda.
Torda (en serbe cyrillique : Торда ; en hongrois : Torontáltorda) est une localité de Serbie située dans la province autonome de Voïvodine. Elle fait partie de la municipalité de Žitište dans le district du Banat central. Au recensement de 2011, elle comptait 1 458 habitants.
Torda est officiellement classée parmi les villages de Serbie.

## Démographie

### Évolution historique de la population
| 1948  | 1953  | 1961  | 1971  | 1981  | 1991  | 2002  | 2011  |
| ----- | ----- | ----- | ----- | ----- | ----- | ----- | ----- |
| 4 172 | 4 085 | 3 803 | 3 345 | 2 697 | 2 183 | 1 771 | 1 458 |

|  |